# Poppi
Poppi (/ˈpoppi/) è un comune italiano di 5 765 abitanti della provincia di Arezzo in Toscana. Il comune è inserito nell'elenco dei borghi più belli d'Italia.

## Geografia fisica

### Clima
- Classificazione sismica: zona 2 (sismicità medio-alta), Ordinanza PCM 3274 del 20/03/2003
- Classificazione climatica: zona E, 2306 GR/G
- Diffusività atmosferica: media, Ibimet CNR 2002

## Origini del nome
Il toponimo deriva da una forma latina Puppī, ricondotto a un nome personale latino Pūpius o Pūppius oppure a un antroponimo longobardo Poppo.

## Storia
La storia del paese è strettamente legata alle vicende della famiglia dei conti Guidi, che lo dominarono dal 1191 fino al 1440 quando divenne sede del vicario della Repubblica di Firenze. Alla famiglia dei conti Guidi si deve la struttura dell'attuale borgo medioevale: fu infatti il conte Simone da Battifolle, che nel 1200 iniziò la trasformazione del cassero del castello in residenza signorile di città e nel 1261 fece costruire l'attuale cerchia muraria con le cinque porte di accesso al paese oggi ridotte a quattro.
Nel castello di Poppi soggiornò nel 1307 e poi nel 1311 Dante Alighieri. Oggi nei saloni del castello vengono ospitate numerose mostre di opere d'arte e si svolgono convegni e spettacoli musicali. Percorrendo la cinta muraria che ancora oggi in gran parte circonda il paese si nota come questo sia stato costruito con una singolare forma ad "L" i cui poli d'assetto urbano sono da un lato il castello dei conti Guidi e dell'altro l'abbazia di San Fedele. Per raggiungere Poppi dalla strada statale si attraversa l'abitato di Ponte a Poppi, nato come mercatale del castello e oggi sede dell'espansione moderna del paese, ed il ponte sul fiume Arno.
Durante la seconda guerra mondiale, agli inizi del 1942, Villa Ascensione - costruita nel '500 come convento di frati cappuccino su una collina non lontana dal capoluogo - fu adibita a campo di prigionia per ufficiali dell'esercito alleato catturati in Africa, in prevalenza neozelandesi. Con la caduta del fascismo nell'estate 1943, i prigionieri lasciarono il campo per rifugiarsi dapprima nei conventi della Verna e di Camaldoli. Di li' la maggior parte di loro raggiunsero l'Adriatico e il Sud per ricongiungersi all'esercito alleato.

### Simboli
Lo stemma comunale è stato riconosciuto con decreto del capo del governo del 23 giugno 1929.
Il gonfalone, concesso con D.P.R. 22 dicembre 1979, è un drappo di rosso.

## Monumenti e luoghi d'interesse

### Architetture civili
- Castello dei conti Guidi
- Area bollettino della Vittoria e Monumento ai caduti
- Colonna della Battaglia di Campaldino

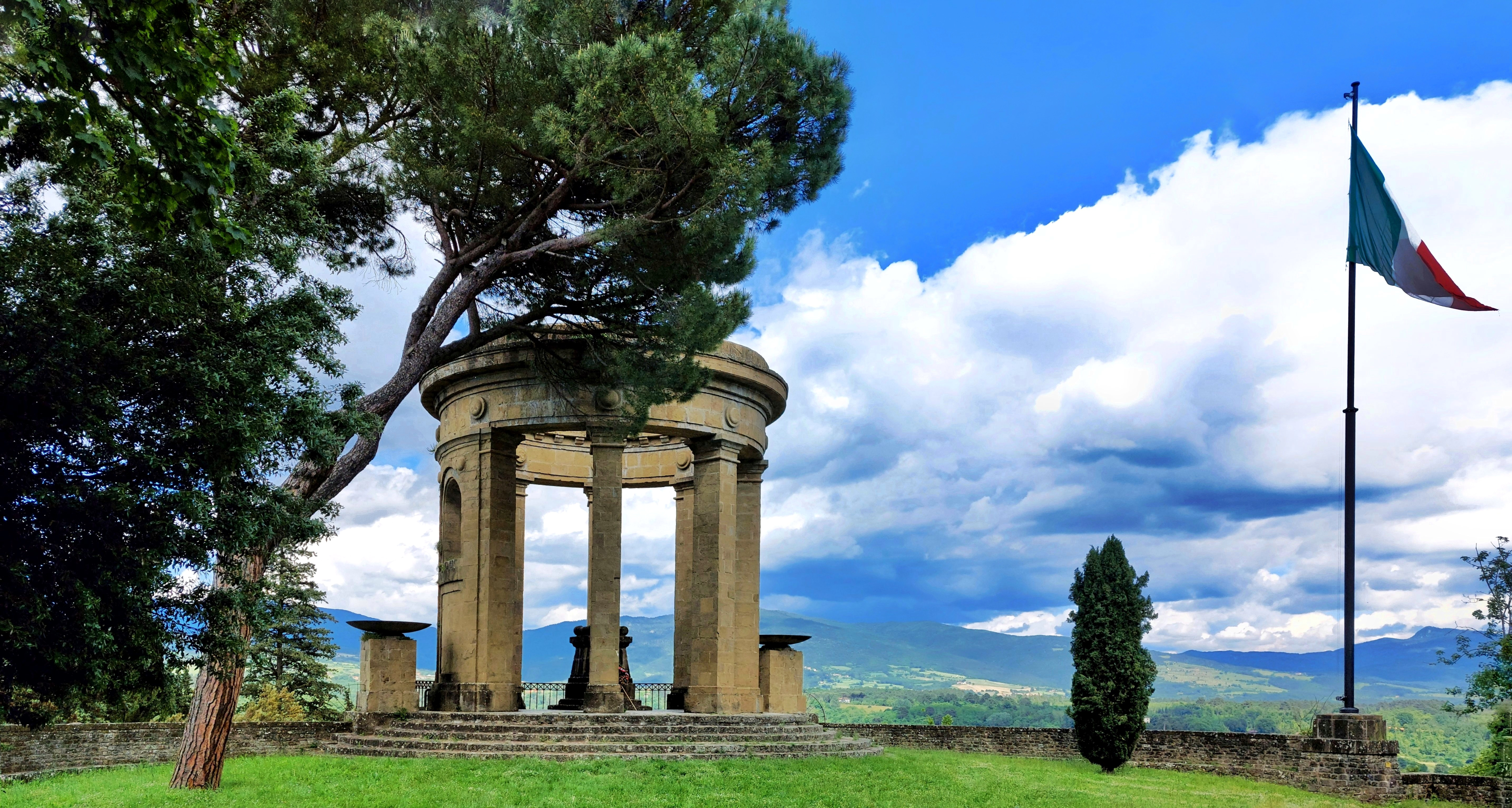
Monumento ai caduti

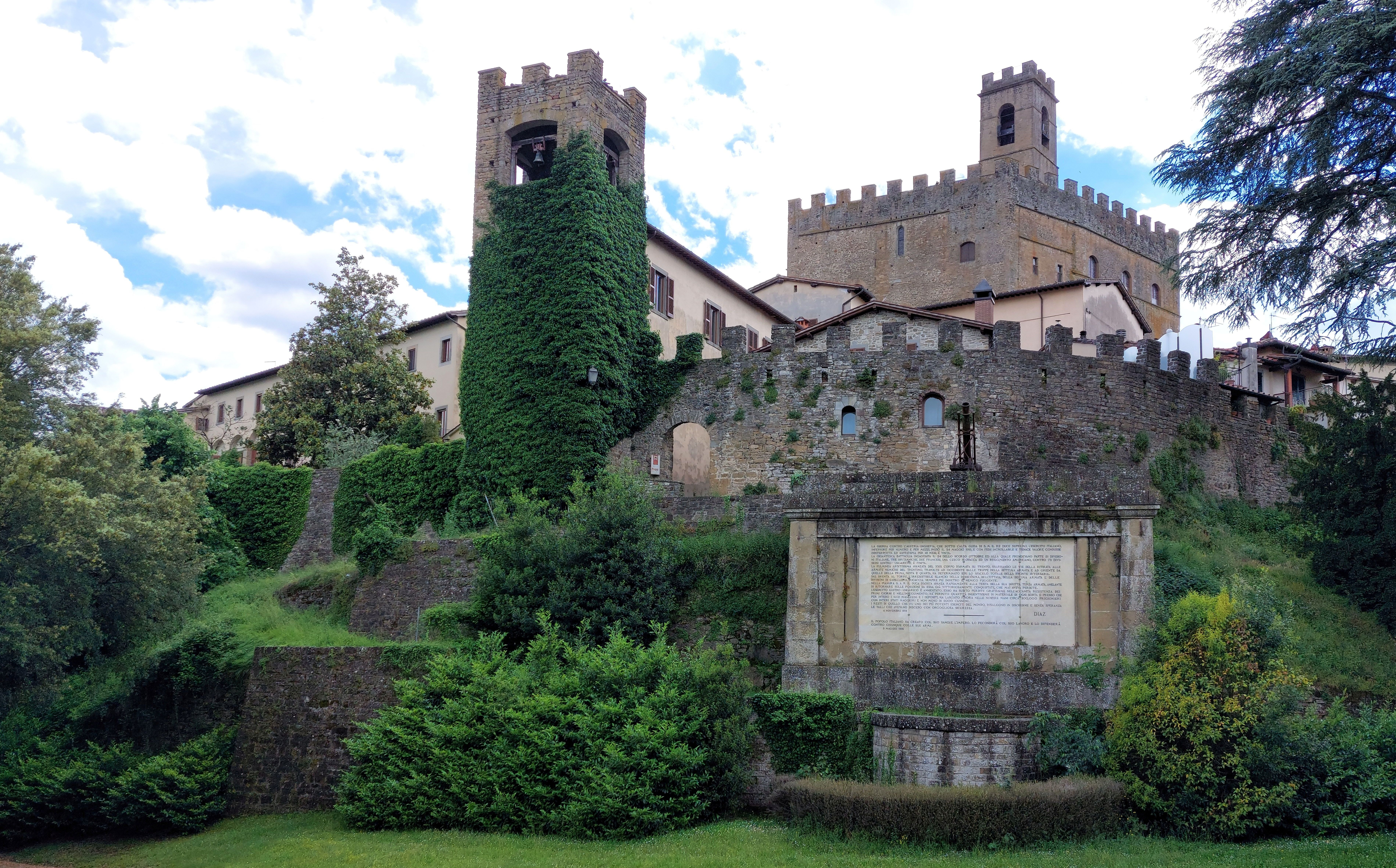
Bollettino della Vittoria

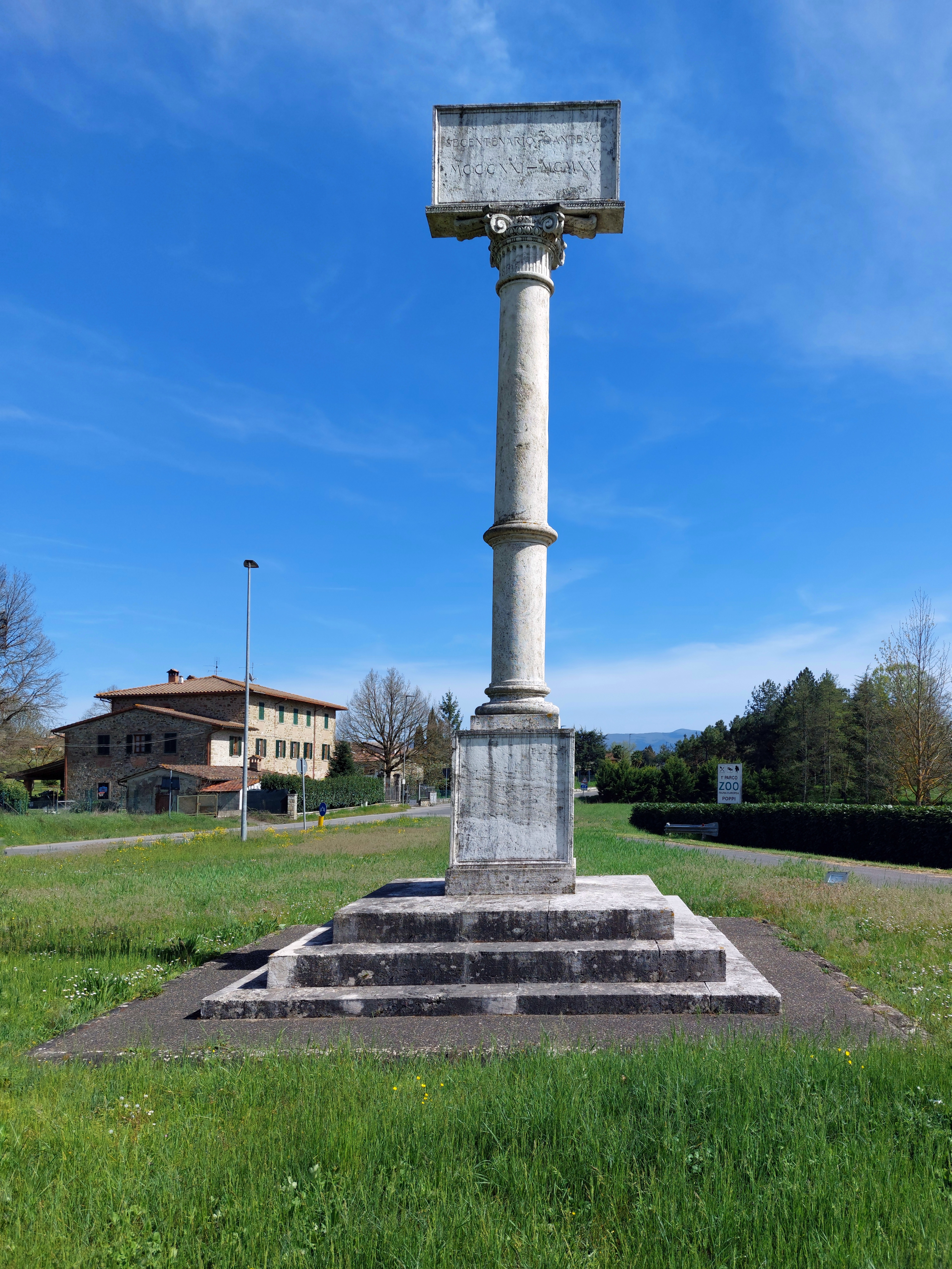
Colonna della Battaglia di Campaldino

### Architetture religiose
- Propositura dei Santi Marco e Lorenzo
- Chiesa della Madonna del Morbo
- Chiesa di San Fedele
- Monastero delle Camaldolesi e Chiesa della Santissima Annunziata
- Convento di Certomondo  presso Poppi
- Convento dei Frati Minori Cappuccini e Chiesa del Sacro Cuore di Gesù, presso Ponte a Poppi.
- Chiesa di San Lorenzo a Sala, ricordata in documenti del XIII secolo, fu ristrutturata nel 1886 quando fu aggiunto l'attuale campanile. Colpita nel 2002 da un incendio che ne ha distrutto anche il tetto, nel 2019 è stata riaperta al culto dopo il restauro[11] e due anni dopo gli immobili adiacenti sono stati adattati a residenze.[12] L'interno conserva ancora, ad un altare, una Madonna del Rosario di Mario Balassi, del 1667.[13]
- Chiesa di Santa Maria a Porrena
- Pieve di Santa Maria  a Buiano.
- Chiesa di Santa Maria Assunta e San Bartolomeo a Badia Prataglia.
- Chiesa di San Matteo a Memmenano
- Chiesa di San Michele Arcangelo a Lierna, conserva al suo interno, alla parete destra una Deposizione di Simone Ferri da Poggibonsi, forse della metà dell'ultimo decennio del Cinquecento,[14] e un Sacrificio di Isacco di Francesco Curradi forse del 1650 circa,[15] e alla parete sinistra un Martirio di Sant'Agata firmato da Giovanni Bizzelli, forse del 1605 circa.[16]
- Chiesa di San Bartolomeo ad Agna, ha al suo interno una pala della Madonna del Rosario e Santi di Francesco Mati, del 1611 circa.[17]
- Eremo di Camaldoli
- Monastero di Camaldoli

## Società

### Evoluzione demografica
Abitanti censiti

### Etnie e minoranze straniere
Secondo i dati ISTAT al 31 dicembre 2010 la popolazione straniera residente era di 819 persone. Le nazionalità maggiormente rappresentate in base alla loro percentuale sul totale della popolazione residente erano:
- Romania: 555 - 8,68%

## Cultura

### Cinema
- Una vergine per il principe (1965).
- Il ciclone (1996), girato a Stia, Laterina e Poppi.

## Economia

### Artigianato
Per quanto riguarda l'artigianato, è diffusa e rinomata l'antica arte del mobile grazie alla quale vengono realizzati oggetti spazianti dallo stile rinascimentale fino a quello moderno, passando per quello rustico.

## Infrastrutture e trasporti

### Ferrovie
La stazione di Poppi si trova lungo la ferrovia Casentinese, che collega Arezzo a Pratovecchio Stia.
Anche la stazione di Memmenano e la stazione di Porrena, situate lungo la stessa linea, ricadono nel territorio comunale di Poppi.

## Amministrazione
Di seguito è presentata una tabella relativa alle amministrazioni che si sono succedute in questo comune.
| Periodo        | Periodo        | Primo cittadino    | Partito                          | Carica  | Note   |
| -------------- | -------------- | ------------------ | -------------------------------- | ------- | ------ |
| 9 agosto 1985  | 18 giugno 1990 | Sandro Sassoli     | Partito Socialista Italiano      | Sindaco | [ 20 ] |
| 18 giugno 1990 | 24 aprile 1995 | Franco Fani        | Democrazia Cristiana             | Sindaco | [ 20 ] |
| 24 aprile 1995 | 14 giugno 1999 | Carlo Cipriani     | centro-sinistra                  | Sindaco | [ 20 ] |
| 14 giugno 1999 | 14 giugno 2004 | Carlo Cipriani     | centro-sinistra                  | Sindaco | [ 20 ] |
| 14 giugno 2004 | 8 giugno 2009  | Graziano Agostini  | centro-sinistra                  | Sindaco | [ 20 ] |
| 8 giugno 2009  | 26 maggio 2014 | Graziano Agostini  | lista civica Uniti per Poppi     | Sindaco | [ 20 ] |
| 26 maggio 2014 | 27 maggio 2019 | Carlo Toni         | lista civica Poppi nel cuore     | Sindaco | [ 20 ] |
| 27 maggio 2019 | 10 giugno 2024 | Carlo Toni         | lista civica Poppi nel cuore     | Sindaco | [ 20 ] |
| 10 giugno 2024 | in carica      | Federico Lorenzoni | lista civica Costruire il futuro | Sindaco | [ 20 ] |

### Gemellaggi
- Palafolls, dal 1990
- Ax-les-Thermes, dal 2008

## Sport

### Calcio
La principale squadra di calcio della città è l'FC Poppi che milita nel campionato toscano di 2ª Categoria I colori sociali sono il bianco e il blu.

### Pallacanestro
La C.S. Pallacanestro Poppi, fondata nel 1970, è stata per molti anni l'unica squadra di pallacanestro attiva in Casentino. Attualmente la prima squadra milita nel campionato di Prima Divisione. I colori sociali sono il bianco ed il blu.